# Sister Nancy
Sister Nancy, pseudonimo di Ophlin Russell (Kingston, 2 gennaio 1962), è una disc jockey e cantante giamaicana.
È nota per essere stata la prima DJ dancehall, di cui è stata una figura dominante per oltre due decenni. Celebre è la sua canzone Bam Bam del 1982, definita «un inno reggae abbastanza conosciuto» da BBC e «un classico» da The Guardian.

## Biografia
Nata a Kingston nel 1962 in un famiglia vicina al cattolicesimo, Russell ha 15 fratelli tra cui il DJ Brigadier Jerry, con cui ha iniziato a lavorare nel sound system Jahlovemuzik durante l'adolescenza. Nel 1976, nonostante l'opposizione del padre, ha cominciato l'attività di disc jockey, divenendo presto una pioniera dell'allora fiorente genere del dancehall. Nel 1979 incontra il produttore Winston Riley, che la porta per la prima volta ai celebri Channel One Studios. Il 1980 vede la pubblicazione del suo singolo di debutto Papa Dean, che diventa popolare nelle radio in Giamaica. Seguono altri successi come One Two e Transport Connection, che anticiperanno l'album di debutto One, Two uscito nel 1982; nello stesso periodo intraprende diverse tournée e instaura un sodalizio artistico con il DJ Yellowman.
Nell'album One, Two è contenuto il brano Bam Bam, nato come freestyle sullo Stalag riddim di Ansell Collins per completare il disco. Nonostante fosse stato estratto anch'esso come singolo, Sister Nancy ha dichiarato di non averlo mai sentito nelle radio del paese. Tuttavia la sua popolarità nel resto del mondo è cresciuta nel corso degli anni a venire, ma a causa delle disposizioni contrattuali dell'epoca, Sister Nancy non ha potuto ricevere alcun compenso sugli usi del brano fino al 2014, quando dopo il suo utilizzo in uno spot pubblicitario della Reebok ha deciso di cercare consulenza legale per ottenere i diritti sulla propria musica. Bam Bam è diventata una delle canzoni reggae più influenti a livello mondiale ed è tra le più campionate di sempre, venendo utilizzata da artisti come Kanye West e Jay-Z.
Trasferitasi nel New Jersey nel 1996, in un'intervista del 2002 ha dichiarato di aver cominciato a lavorare nel settore bancario, asserendo di aver preso una pausa dalla musica «per dare maggior spazio a nuove figure femminili nel mondo dancehall». Tuttavia nel 2015 ha lasciato la banca in cui lavorava per ritornare ad esibirsi dal vivo.

## Discografia

### Album in studio
- 1982 – One, Two
- 1982 – The Yellow, The Purple & The Nancy (con Yellowman, Fathead e Purpleman)
- 2007 – Sister Nancy Meets Fireproof

### Extended play
- 2021 – Armageddon

### Singoli
- 1980 – Papa Dean
- 1982 – One Two
- 1982 – Bam Bam
- 1982 – Transport Conncection
- 1982 – Proud of We
- 1982 – Jah Mek Us Fe a Purpose (con Yellowman)
- 1982 – King and Queen (con Yellowman)
- 1982 – Can't Test Nancy
- 1991 – No Dun and Put Dun
- 1991 – Come Stronger
- 1993 – Solid
- 2005 – Little More Oil (con DJ/rupture e Kid 606)
- 2016 – The Handle
- 2021 – Armageddon